# 卡于扎克 (洛特-加龙省)
卡于扎克（法語：Cahuzac，法語發音：[ka.yzak] ⓘ）是法国洛特-加龙省的一个市镇，属于洛特河畔新城区。

## 地理
卡于扎克（44°39'36"N, 0°33'33"E）面积8.04 平方千米，位于法国新阿基坦大区洛特-加龍省，该省份为法国西南部内陆省份，北起多爾多涅省，西接吉倫特省和朗德省，南至热尔省，东临塔恩-加龙省和洛特省。
与卡于扎克接壤的市镇（或旧市镇、城区）包括：普莱桑斯、卡斯蒂约内斯、杜赞、拉朗迪斯、德罗河畔圣康坦。

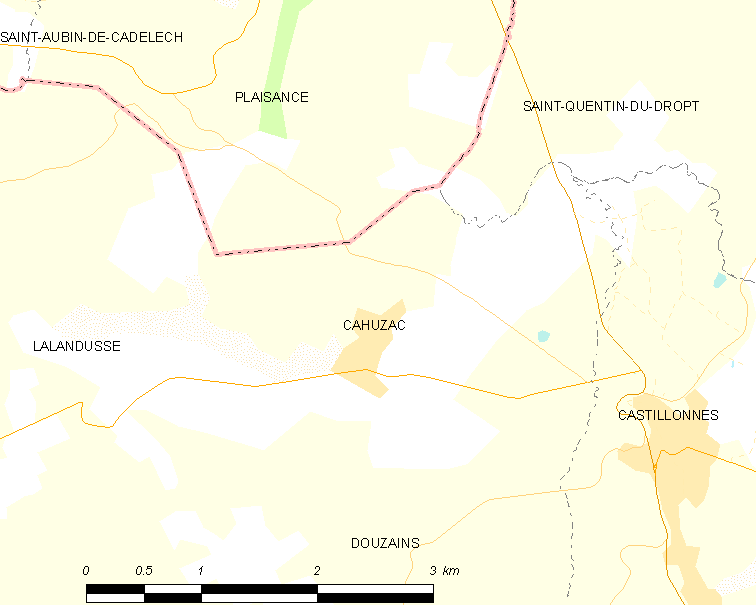
的OSM定位图

卡于扎克的时区为UTC+01:00、UTC+02:00（夏令时）。

## 行政
卡于扎克的邮政编码为47330，INSEE市镇编码为47044。

## 政治
卡于扎克所属的省级选区为德罗河谷县。

## 人口

1962-2008年间人口变化图示

卡于扎克于2022年1月1日时的人口数量为310人。